# Litopus helymaeoides
Litopus helymaeoides là một loài bọ cánh cứng trong họ Cerambycidae.